# Prionostemma laterale
Prionostemma laterale is een hooiwagen uit de familie Sclerosomatidae.